# Герб Теплицького району
Герб Те́плицького райо́ну — офіційний символ Теплицького району Вінницької області. 

## Опис
Герб району являє собою чотирикутний щит з півколом в основі, поділений на 3 частини як символ триєдності (Трійця, тризуб, три стихії).
У верхній частині на блакитному полі розташоване золоте сонце (символ Поділля, тепла, світла, багатства і достатку).
Внизу (зліва) на червоному (малиновому) полі срібний хрест — символ Брацлавського воєводства, до якого належав Теплик, символ козацької слави та подвигів жителів району у далекому минулому. Про давню славу і звитягу предків говорить і буква «С» на щиті, яка нагадує про давню назву Теплика — Смілгород.
Внизу (справа) на жовтому тлі три блакитних (синіх) 8-променевих зірки. Зірки — це символ вічності. Восьмипроменеві зірки означають оновлення, вірність обраному шляхові.
Три зірки це символ єдності поколінь — минулого, теперішнього і майбутнього.
За щитотримачі взято колоски пшениці, як символ хліборобського краю, обвиті стрічкою державного прапора з написом внизу: «Теплицький район».